# Еврьо (династия)
Еврьо (на френски: Maison d'Évreux) е френска благородническа фамилия (първата половина на 14-ти век – 1425), крале на Навара (1317 – 1425), клон на Капетингите. Неин основател е принц Луи (1276 – 1319), получил в апанаж графство Еврьо от брат си, френския крал Филип IV Хубави. Женен е (1300) за Маргарита (1285 –1311), дъщеря на Филип д’Артоа, от която има пет деца: Филип (1301 – 1343); Мария (1303 – 1335), омъжена (1311) за херцог Жан III Брабантски; Шарл (1305 – 1336), женен (1335) за Мария (1315 – 1379), дъщеря на Фернандо II де ла Серда; Маргарита (1307 – 1350), омъжена (1325) за граф Гийом XII д’Оверн; Жана (1310 – 1370), френска кралица чрез брака си (1325) с крал Шарл IV.
При първородния син на Луи д’Еврьо, Филип, графството е въздигнато в ранг на херцогство. През 1329 г. той се жени за Жана II (1311 – 1349), дъщеря на френския крал Луи X и наследница на Навара. Признат е за крал на Навара (1328 – 1343) заедно със съпругата си, при условие че се откаже от претенциите си към френския престол. Баща е на осем деца: Жана Старша (1329 – 1387), монахиня; Мария (1330 – 1347), омъжена (1342) за арагонския крал Педро IV; Бланш (1331 – 1398), омъжена за френския крал Филип VI; Шарл II Злия (1332 – 1387), следващия крал на Навара; Агнес (1334 – 1391), омъжена (1349, развод 1373) за граф Гастон III дьо Фоа (1331 – 1391); Филип (1336 – 1363), женен (1352) за Йоланта дьо Дампиер (1331 – 1395), дъщеря на граф Робер Фландърски; Жана Младша (1339 – 1403), омъжена (1373) за граф Жан I дьо Роан (†1395); Луи (1341 – 1372), женен (1366) за Джована (1344 – 1387), дъщеря на княз Карло Дурацо.
- 1328 – 1349 Жана II (1311 – 6.10.1349)
- 1349 – 1387 Шарл II Злия (10.10.1332 – 1.1.1387), синът на Филип и Жана II е едно от забележителните имена в историята на Франция. Основна задача в политиката на този владетел е да възстанови загубените в хаоса на Стогодишната война свои земи. Служи си главно с интриги и заговори, дори има амбиции да завладее френската корона. Спечелва си влияние над голяма част от аристокрацията на Франция и над парижкото гражданство, докато братовчед му, френският крал Жан I е пленник в Англия. Независимо от това той загубва по-голяма част от владенията си, запазвайки Навара. Възлага големи надежди на династичния си брак (1351) с Жана (1343 – 1373), дъщеря на френския крал Жан II, но придобивките му не са големи. Раждат му се четири деца: Мария, омъжена (1394) за арагонския принц Алфонсо II (†1412); Шарл III Благородния (1361 – 1425), следващия крал на Навара; Пиер (1366 – 1412), женен (1411) за Катерина (1380 – 1462), дъщеря на херцог Пиер II д’Алансон; Жана (1370 – 1437), омъжена първо (1386) за бретанския херцог Жан V дьо Дрьо (1339 – 1399), а след това (1403) за английския крал Хенри IV.[1][2]
- 1387 – 1425 Шарл III Благородния (1361 – 8.9.1425) наследява наварската корона след смъртта на баща си през 1387 г. Той води мирна политика, напълно различна от тази на баща си и възстановява благосъстоянието на страната си. Поддържа много добри отношения и с Франция, и със страните на Пиренейския полуостров. Женен (1375) е за принцеса Леонор (1363 – 1415), дъщеря на кастилския крал Енрике II. Има четири дъщери: Жана (1386 – 1413), омъжена (1402) за Жан I дьо Грайи, граф дьо Фоа; Бланка I (1387 – 1441); Беатрис (1392 – 1415), омъжена (1406) за граф Жак II дьо Бурбон (1370 – 1438); Изабела (1395 – 1435), омъжена (1419) за граф Жан IV д’Арманяк (1396 – 1450).[1][2]
- 1425 – 1441 Бланка I (6.7.1387 – 1.4.1441) става наследница на трона на Навара след смъртта на баща си през 1425 г. Тя се омъжва (1401) последователно за краля на Сицилия Мартин I (1375 – 1409) и през 1420 г. за арагонския крал Хуан II, като по този начин короната на Навара преминава към Арагонската династия.[2]